# Šubara
Šubara je vrsta zimske krznene kape s kožnim zaliscima. Šubara se najviše nosi u Rusiji. Odlično štiti od jake zime, snijega i odlomljenog leda. 
Obično se izrađuje od kože ovaca, zečeva, lisica i dr. Sa strane ima kožne zaliske, koji se mogu podignuti i pričvrstiti na vrhu šubare ili spustiti i zaštititi uši od hladnoće. Na ruskom i na mnogim drugim stranim jezicima, šubara se zove ušanka (rus. уша́нка), jer pokriva uši.
Najviše se nosi u Rusiji. Različite vrste šubara, mogu se vidjeti i u nekim drugim državama, kao što su bivše sovjetske republike, Kina, Mongolija i Sjeverna Koreja. U prošlosti su se nosile na području Rusije, Njemačke i Skandinavije. Slične kape nosili su antički Skiti i razni srednjoazijski nomadi. No jedino se u Rusiji masovno nose, počevši od početka 20. stoljeća. 
Za vrijeme Ruskoga građanskoga rata, Bijela garda nosila je šubare na području Sibira. Izgubili su rat i šubare su pale u zaborav. Nakon što je mnogo sovjetskih vojnika umrlo u Zimskom ratu 1939. – 1940. od hladnoće, sovjetska vojska uvela je toplije uniforme i šubare. One se nose i u modernim vojskama danas npr. u Rusiji, Finskoj, Njemačkoj i SAD-u.
Šubara je bila simbol i medijska ikona SSSR-a. Danas se prodaju i kao suvenir.

## Galerija
- Šubara sašivena u Bjelorusiji, 1988.
- Američki predsjednik Gerald Ford i sovjetski vođa Leonid Brežnjev 1974.
- Šubara
- Na umjetničkoj slici Oscara Hoffmanna.